# Giải bóng đá Hạng Nhất quốc gia 1999–2000
Giải bóng đá Hạng Nhất quốc gia 1999–2000 là mùa giải thứ 17 của Giải bóng đá vô địch quốc gia Việt Nam và là mùa giải thứ ba dưới tên gọi Giải bóng đá Hạng Nhất quốc gia. Giải đấu khởi tranh vào ngày 24 tháng 10 năm 1999 và kết thúc vào ngày 7 tháng 5 năm 2000 với 14 đội bóng tham dự. Đây cũng là mùa giải cuối cùng nhằm xác định 10 đội bóng sẽ thi đấu tại giải vô địch quốc gia chuyên nghiệp vào năm sau; 4 đội xếp cuối bảng sẽ tiếp tục chơi ở giải hạng Nhất.
Sông Lam Nghệ An giành chức vô địch trước 1 vòng đấu do hơn đội nhì bảng Công an Thành phố Hồ Chí Minh 4 điểm trước khi lượt đấu cuối diễn ra. Do cuối mùa giải Vĩnh Long bị kỷ luật và giáng xuống hạng Nhì, chỉ có ba đội Đà Nẵng, Long An và Lâm Đồng ở lại hạng Nhất. 

## Thay đổi trước mùa giải

### Thay đổi đội bóng
| Thăng hạng từ giải Hạng Nhì 1998 - Vĩnh Long - Thừa Thiên Huế - Đà Nẵng | Xuống hạng đến giải Hạng Nhì 1999–2000 - Hải Quan - Bình Dương - Bình Định |

## Các đội bóng

### Sân vận động
| Đội bóng                      | Địa điểm                       | Sân vận động | Sức chứa |
| ----------------------------- | ------------------------------ | ------------ | -------- |
| Cảng Sài Gòn                  | Quận 10, Thành phố Hồ Chí Minh | Thống Nhất   | 25.000   |
| Công an Hải Phòng             | Quận Ngô Quyền, Hải Phòng      | Lạch Tray    | 25.000   |
| Công an Hà Nội                | Quận Đống Đa, Hà Nội           | Hà Nội       | 25.000   |
| Công an Thành phố Hồ Chí Minh | Quận 10, Thành phố Hồ Chí Minh | Thống Nhất   | 25.000   |
| Đà Nẵng                       | Quận Hải Châu, Đà Nẵng         | Chi Lăng     | 30.000   |
| Đồng Tháp                     | Thị xã Cao Lãnh, Đồng Tháp     | Cao Lãnh     | 20.000   |
| Khánh Hòa                     | Nha Trang, Khánh Hòa           | Nha Trang    | 18.000   |
| Lâm Đồng                      | Đà Lạt, Lâm Đồng               | Đà Lạt       | 12.000   |
| Long An                       | Tân An, Long An                | Long An      | 20.000   |
| Nam Định                      | Thành phố Nam Định, Nam Định   | Chùa Cuối    | 20.000   |
| Sông Lam Nghệ An              | Vinh, Nghệ An                  | Vinh         | 20.000   |
| Thể Công                      | Quận Đống Đa, Hà Nội           | Hà Nội       | 25.000   |
| Thừa Thiên Huế                | Thành phố Huế, Thừa Thiên Huế  | Tự Do        | 20.000   |
| Vĩnh Long                     | Thị xã Vĩnh Long, Vĩnh Long    | Vĩnh Long    | 15.000   |

### Nhân sự, nhà tài trợ và áo đấu
| Đội bóng                      | Huấn luyện viên     | Đội trưởng       | Nhà sản xuất áo đấu | Nhà tài trợ chính (in trên áo đấu) |
| ----------------------------- | ------------------- | ---------------- | ------------------- | ---------------------------------- |
| Công an Hà Nội                | Nguyễn Văn Nhã      | Vũ Minh Hiếu     | Grand Sport         | Joton                              |
| Nam Định                      | Ninh Văn Bảo        | Nguyễn Văn Dũng  |                     | Tiger Beer                         |
| Sông Lam Nghệ An              | Nguyễn Thành Vinh   | Ngô Quang Trường | Adidas              | Tiger Beer                         |
| Khánh Hòa                     | Dương Quang Hổ      | Nguyễn Hữu Đang  |                     |                                    |
| Đồng Tháp                     | Đoàn Minh Xương     | Trần Công Minh   |                     | Tiger Beer                         |
| Công an Thành phố Hồ Chí Minh | Hồ Văn Thu          | Lê Huỳnh Đức     | Grand Sport         | Pepsi                              |
| Vĩnh Long                     | Lương Trung Dân     | Ngô Hoàng Kiệt   |                     | Truyền hình Vĩnh Long              |
| Công an Hải Phòng             | Mai Trần Hải        | Mai Tiến Dũng    |                     |                                    |
| Thể Công                      | Quản Trọng Hùng     | Nguyễn Hồng Sơn  | Nike                | Plusssz                            |
| Đà Nẵng                       | Nguyễn Văn Phúc     | Đỗ Ngọc Thế      |                     | Dunhill                            |
| Thừa Thiên Huế                | Nguyễn Đình Thọ     | Nguyễn Đức Dũng  |                     | Huda Beer                          |
| Lâm Đồng                      | Đoàn Phùng          | Nguyễn Minh Tuấn | Grand Sport         |                                    |
| Long An                       | Vũ Thế Luân         | Ngô Quang Sang   |                     | Đồng Tâm                           |
| Cảng Sài Gòn                  | Phạm Huỳnh Tam Lang | Võ Hoàng Bửu     |                     |                                    |

### Thay đổi huấn luyện viên
| Đội bóng                      | Huấn luyện viên đi | Hình thức | Ngày rời đi      | Vị trí xếp hạng | Huấn luyện viên đến | Ngày đến         |
| ----------------------------- | ------------------ | --------- | ---------------- | --------------- | ------------------- | ---------------- |
| Công an Thành phố Hồ Chí Minh | Jules Accorsi      |           |                  |                 | Hồ Thu              |                  |
| Vĩnh Long                     | Tề Sùng Lập        | Từ chức   | 25 tháng 2, 2000 | Thứ 14          | Lương Trung Dân     | 25 tháng 2, 2000 |
| Thể Công                      | Vương Tiến Dũng    |           | Tháng 3, 2000    |                 | Quản Trọng Hùng     | Tháng 3, 2000    |

## Bảng xếp hạng
| VT | Đội                           | ST | T  | H  | B  | BT | BB | HS  | Đ  | Giành quyền tham dự hoặc xuống hạng |
| -- | ----------------------------- | -- | -- | -- | -- | -- | -- | --- | -- | ----------------------------------- |
| 1  | Sông Lam Nghệ An (C)          | 24 | 11 | 10 | 3  | 35 | 20 | +15 | 43 | Tham dự Cúp C1 châu Á 2000–01       |
| 2  | Công an Thành phố Hồ Chí Minh | 24 | 12 | 6  | 6  | 40 | 27 | +13 | 42 |                                     |
| 3  | Công an Hà Nội                | 24 | 10 | 7  | 7  | 25 | 22 | +3  | 37 |                                     |
| 4  | Cảng Sài Gòn                  | 24 | 9  | 8  | 7  | 38 | 30 | +8  | 35 | Tham dự Cúp C2 châu Á 2000–01       |
| 5  | Nam Định                      | 24 | 9  | 7  | 8  | 23 | 25 | −2  | 34 |                                     |
| 6  | Đồng Tháp                     | 24 | 9  | 7  | 8  | 27 | 23 | +4  | 34 |                                     |
| 7  | Thừa Thiên Huế                | 24 | 9  | 5  | 10 | 30 | 29 | +1  | 32 |                                     |
| 8  | Công an Hải Phòng             | 24 | 8  | 7  | 9  | 20 | 20 | 0   | 31 |                                     |
| 9  | Khánh Hòa                     | 24 | 9  | 4  | 11 | 33 | 35 | −2  | 31 |                                     |
| 10 | Thể Công                      | 24 | 7  | 9  | 8  | 27 | 28 | −1  | 30 |                                     |
| 11 | Đà Nẵng                       | 24 | 6  | 9  | 9  | 23 | 30 | −7  | 27 | Ở lại hạng Nhất                     |
| 12 | Long An                       | 24 | 6  | 7  | 11 | 27 | 39 | −12 | 25 | Ở lại hạng Nhất                     |
| 13 | Lâm Đồng                      | 24 | 6  | 4  | 14 | 22 | 42 | −20 | 22 | Ở lại hạng Nhất                     |
| 14 | Vĩnh Long (D, R)              | 0  | 0  | 0  | 0  | 0  | 0  | 0   | 0  | Bị loại khỏi giải, xuống hạng Nhì   |

1. ↑  Cảng Sài Gòn giành quyền tham dự Cúp C2 châu Á với tư cách là đội vô địch Cúp Quốc gia 1999–2000.
2. 1 2  Điểm đối đầu: Nam Định: 4, Đồng Tháp: 1.

## Lịch thi đấu và kết quả

### Lịch thi đấu

##### Vòng 1
| 24 tháng 10 năm 1999 | Thể Công      | 1–0      | Công an Hải Phòng | Quận Đống Đa, Hà Nội                                                 |  |
|                      | Hoàng Anh 83' | Chi tiết |                   | Sân vận động: Hà Nội Lượng khán giả: 14.000 Trọng tài: Lương Thế Tài |  |

| 24 tháng 10 năm 1999 | Nam Định | 0–1      | Công an Hà Nội | Thành phố Nam Định, Nam Định                                           |  |
|                      |          | Chi tiết | Xuân Thành 24' | Sân vận động: Chùa Cuối Lượng khán giả: 8.000 Trọng tài: Phạm Phú Hùng |  |

| 1 tháng 3 năm 2000 | Thừa Thiên Huế      | 2–2      | Sông Lam Nghệ An                  | Thành phố Huế, Thừa Thiên Huế                                      |  |
| 15:00              | Quang Sang 23', 77' | Chi tiết | Sỹ Thủy 26' · Thành Long 23', 77' | Sân vận động: Tự Do Lượng khán giả: 5.000 Trọng tài: Phạm Phú Hùng |  |

| 24 tháng 10 năm 1999 | Đà Nẵng         | 1–0      | Khánh Hòa | Quận Hải Châu, Đà Nẵng                                               |  |
|                      | Trương Khánh 6' | Chi tiết |           | Sân vận động: Chi Lăng Lượng khán giả: 5.000 Trọng tài: Từ Minh Đăng |  |

| 24 tháng 10 năm 1999 | Đồng Tháp                                          | 4–1      | Vĩnh Long             | Thị xã Cao Lãnh, Đồng Tháp                       |  |
|                      | Văn Hùng 15' · Anh Tuấn A 22', 23' · Tấn Thành 77' | Chi tiết | Quốc Bảo 90+' (ph.đ.) | Sân vận động: Cao Lãnh Trọng tài: Phạm Chu Thiện |  |

| 24 tháng 10 năm 1999 | Lâm Đồng | 0–1      | Long An                                     | Đà Lạt, Lâm Đồng                                 |  |
|                      |          | Chi tiết | Đặng Văn Quốc Bảo 30' · Trịnh Duy Quang 80' | Sân vận động: Đà Lạt Trọng tài: Trương Hoàng Đức |  |

| 24 tháng 10 năm 1999 | Cảng Sài Gòn              | 2–1      | Công an Thành phố Hồ Chí Minh | Quận 10, Thành phố Hồ Chí Minh                                            |  |
|                      | Hồng Sơn 2' · Văn Lợi 71' | Chi tiết | Việt Thắng 20'                | Sân vận động: Thống Nhất Lượng khán giả: 1.000 Trọng tài: Trần Khánh Hưng |  |

##### Vòng 2
| 27 tháng 10 năm 1999 | Công an Hà Nội  | 1–1      | Công an Hải Phòng | Quận Đống Đa, Hà Nội                         |  |
|                      | Trung Phong 85' | Chi tiết | Đức Cường 87'     | Sân vận động: Hà Nội Trọng tài: Phạm Hữu Lộc |  |

| 27 tháng 10 năm 1999 | Nam Định | 0–0      | Thể Công | Thành phố Nam Định, Nam Định                                         |  |
|                      |          | Chi tiết |          | Sân vận động: Chùa Cuối Lượng khán giả: 5.000 Trọng tài: Bùi Như Đức |  |

| 27 tháng 10 năm 1999 | Sông Lam Nghệ An                                          | 4–1      | Đà Nẵng   | Vinh, Nghệ An                               |  |
|                      | Thanh Tuấn 47' · Văn Tiến 53' · Sỹ Thủy 64' · Sỹ Hùng 84' | Chi tiết | Hà Xá 71' | Sân vận động: Vinh Trọng tài: Lương Thế Tài |  |

| 27 tháng 10 năm 1999 | Khánh Hòa                           | 2–3      | Thừa Thiên Huế                               | Nha Trang, Khánh Hòa                              |  |
|                      | Anh Tuấn 60' · Thái Hòa 89' (ph.đ.) | Chi tiết | Văn Hòa 43' · Đình Trung 78' · Quang Phú 81' | Sân vận động: Nha Trang Trọng tài: Phạm Chu Thiện |  |

| 27 tháng 10 năm 1999 | Đồng Tháp                                         | 3–1 | Lâm Đồng      | Thị xã Cao Lãnh, Đồng Tháp                                             |  |
|                      | Anh Tuấn A 6' · Trung Vĩnh 42' · Minh Nghĩa 90+2' |     | Văn Thành 78' | Sân vận động: Cao Lãnh Lượng khán giả: 8.000 Trọng tài: Dương Văn Hiền |  |

| 27 tháng 10 năm 1999 | Công an Thành phố Hồ Chí Minh       | 3–1      | Long An       | Quận 10, Thành phố Hồ Chí Minh                   |  |
|                      | Huỳnh Đức 21', 88' · Liêm Thanh 48' | Chi tiết | Thanh Xuân 7' | Sân vận động: Thống Nhất Trọng tài: Bùi Huy Tùng |  |

| 27 tháng 10 năm 1999 | Vĩnh Long | 0–0      | Cảng Sài Gòn | Thị xã Vĩnh Long, Vĩnh Long                                              |  |
|                      |           | Chi tiết |              | Sân vận động: Vĩnh Long Lượng khán giả: 4.000 Trọng tài: Trương Thế Toàn |  |

##### Vòng 3
| 31 tháng 10 năm 1999 | Công an Hải Phòng | 0–1      | Nam Định                    | Quận Ngô Quyền, Hải Phòng                      |  |
|                      | Trung Dũng 89'    | Chi tiết | Văn Sỹ 20' · Ngọc Cường 85' | Sân vận động: Lạch Tray Trọng tài: Võ Minh Trí |  |

| 31 tháng 10 năm 1999 | Thể Công                                                | 2–1      | Công an Hà Nội                | Quận Đống Đa, Hà Nội                                                |  |
|                      | Công Tuyền 51' · Đức Thắng 62' · Hoàng Anh · Quốc Trung | Chi tiết | Minh Hiếu 82' · Tiến Dũng 65' | Sân vận động: Hà Nội Lượng khán giả: 15.000 Trọng tài: Từ Minh Đăng |  |

| 31 tháng 10 năm 1999 | Sông Lam Nghệ An | 1–1      | Khánh Hòa      | Vinh, Nghệ An                               |  |
|                      | Sỹ Thủy 18'      | Chi tiết | Mộng Huỳnh 15' | Sân vận động: Vinh Trọng tài: Phạm Phú Hùng |  |

| 31 tháng 10 năm 1999 | Thừa Thiên Huế               | 2–0      | Đà Nẵng | Thành phố Huế, Thừa Thiên Huế                |  |
|                      | Quang Sang 8' · Đức Dũng 27' | Chi tiết |         | Sân vận động: Tự Do Trọng tài: Lương Thế Tài |  |

| 31 tháng 10 năm 1999 | Lâm Đồng                                    | 3–2      | Công an Thành phố Hồ Chí Minh | Đà Lạt, Lâm Đồng                                                      |  |
|                      | Ngọc Hạnh 21' · Văn Tâm 77' · Thanh Nhã 86' | Chi tiết | Huỳnh Đức 16' · Đại Lâm 67'   | Sân vận động: Đà Lạt Lượng khán giả: 5.000 Trọng tài: Trương Thế Toàn |  |

| 31 tháng 10 năm 1999 | Long An                         | 2–2      | Vĩnh Long             | Tân An, Long An                                                    |  |
|                      | Thanh Bình 32' · Công Chánh 45' | Chi tiết | Nguyễn Hoàng 16', 58' | Sân vận động: Long An Lượng khán giả: 8.000 Trọng tài: Hồ Huy Hồng |  |

| 31 tháng 10 năm 1999 | Cảng Sài Gòn                       | 2–3      | Đồng Tháp                                                             | Quận 10, Thành phố Hồ Chí Minh                       |  |
|                      | Văn Lợi 28' · Quan Huy 70' (ph.đ.) | Chi tiết | Trung Vĩnh 35' · Anh Tuấn A 54' (ph.đ.) · Minh Nghĩa 61' · Quang Hùng | Sân vận động: Thống Nhất Trọng tài: Nguyễn Tuấn Hùng |  |

##### Vòng 4
| 3 tháng 11 năm 1999 | Thể Công                     | 2–3      | Sông Lam Nghệ An                   | Quận Đống Đa, Hà Nội                                                 |  |
|                     | Quang Hà 26' · Quang Huy 42' | Chi tiết | Sỹ Thủy 2', 19' · Quang Trường 21' | Sân vận động: Hàng Đẫy Lượng khán giả: 10.000 Trọng tài: Đỗ Minh Trí |  |

| 3 tháng 11 năm 1999 | Nam Định | 0–1      | Khánh Hòa    | Thành phố Nam Định, Nam Định                                              |  |
|                     |          | Chi tiết | Đặng Đạo 87' | Sân vận động: Chùa Cuối Lượng khán giả: 5.000 Trọng tài: Nguyễn Tiến Dũng |  |

| 3 tháng 11 năm 1999 | Công an Hải Phòng | 1–0 | Thừa Thiên Huế | Quận Ngô Quyền, Hải Phòng                          |  |
|                     | Xuân Thành 66'    |     |                | Sân vận động: Lạch Tray Trọng tài: Trần Khánh Hưng |  |

| 8 tháng 12 năm 1999 | Đà Nẵng       | 1–1      | Công an Hà Nội | Quận Hải Châu, Đà Nẵng |  |
| 17:00               | Hùng Dũng 58' | Chi tiết | Minh Hiếu 77'  | Sân vận động: Chi Lăng |  |

| 3 tháng 11 năm 1999 | Lâm Đồng                          | 3–1      | Vĩnh Long              | Đà Lạt, Lâm Đồng                             |  |
|                     | Việt Dân 47' · Tiến Danh 80', 83' | Chi tiết | Quang Long 90' (ph.đ.) | Sân vận động: Đà Lạt Trọng tài: Bùi Huy Tùng |  |

| 3 tháng 11 năm 1999 | Long An | 0–0      | Cảng Sài Gòn | Tân An, Long An                                    |  |
|                     |         | Chi tiết |              | Sân vận động: Long An Trọng tài: Nguyễn Đình Nghĩa |  |

| 3 tháng 11 năm 1999 | Công an Thành phố Hồ Chí Minh | 1–0      | Đồng Tháp | Quận 10, Thành phố Hồ Chí Minh                       |  |
|                     | Ngọc Thọ 22'                  | Chi tiết |           | Sân vận động: Thống Nhất Trọng tài: Trương Hoàng Đức |  |

##### Vòng 5
| 5 tháng 12 năm 1999 | Khánh Hòa    | 1–0      | Thể Công | Nha Trang, Khánh Hòa                             |  |
|                     | Văn Hiếu 22' | Chi tiết |          | Sân vận động: Nha Trang Trọng tài: Đặng Thanh Hạ |  |

| 7 tháng 11 năm 1999 | Nam Định     | 1–0      | Sông Lam Nghệ An | Thành phố Nam Định, Nam Định                       |  |
|                     | Văn Dũng 46' | Chi tiết |                  | Sân vận động: Chùa Cuối Trọng tài: Nguyễn Tấn Hiền |  |

| 7 tháng 11 năm 1999 | Công an Hà Nội                      | 2–0      | Thừa Thiên Huế | Quận Đống Đa, Hà Nội                                                |  |
|                     | Công Thịnh 70' (l.n.) · Mạnh Hà 77' | Chi tiết |                | Sân vận động: Hàng Đẫy Lượng khán giả: 4.000 Trọng tài: Võ Minh Trí |  |

| 7 tháng 11 năm 1999 | Đà Nẵng | 0–0 | Công an Hải Phòng | Quận Hải Châu, Đà Nẵng |
|                     |         |     |                   | Sân vận động: Chi Lăng |

| 7 tháng 11 năm 1999 | Cảng Sài Gòn       | 2–0      | Lâm Đồng | Quận 10, Thành phố Hồ Chí Minh                    |  |
|                     | Hiền Vinh 79', 81' | Chi tiết |          | Sân vận động: Thống Nhất Trọng tài: Phạm Phú Hùng |  |

| 7 tháng 11 năm 1999 | Đồng Tháp                       | 2–1      | Long An       | Thị xã Cao Lãnh, Đồng Tháp                    |  |
|                     | Trung Vĩnh 34' · Minh Nghĩa 87' | Chi tiết | Duy Quang 80' | Sân vận động: Cao Lãnh Trọng tài: Hồ Huy Hồng |  |

| 7 tháng 11 năm 1999 | Vĩnh Long | 0–1      | Công an Thành phố Hồ Chí Minh | Thị xã Vĩnh Long, Vĩnh Long |  |
|                     |           | Chi tiết | Ngọc Thọ 67'                  | Sân vận động: Vĩnh Long     |  |

##### Vòng 6
| 10 tháng 11 năm 1999 | Khánh Hòa                                         | 4–0      | Lâm Đồng | Nha Trang, Khánh Hòa                          |  |
|                      | Mộng Huỳnh 16' · Đặng Đạo 28' · Hữu Đang 41', 70' | Chi tiết |          | Sân vận động: Nha Trang Trọng tài: Lê Quốc Ân |  |

| 10 tháng 11 năm 1999 | Công an Hà Nội | 1–1      | Sông Lam Nghệ An               | Quận Đống Đa, Hà Nội                                                     |  |
|                      | Tuấn Thành 8'  | Chi tiết | Quang Trường 7' · Phi Hùng 81' | Sân vận động: Hàng Đẫy Lượng khán giả: 10.000 Trọng tài: Trần Khánh Hưng |  |

| 10 tháng 11 năm 1999 | Long An                          | 3–3      | Thể Công                                       | Tân An, Long An                                                    |  |
|                      | Thanh Bình 51' (ph.đ.), 76', 87' | Chi tiết | Đức Thắng 8' · Phương Nam 34' · Việt Hoàng 85' | Sân vận động: Long An Lượng khán giả: 5.000 Trọng tài: Bùi Như Đức |  |

| 10 tháng 11 năm 1999 | Cảng Sài Gòn                        | 2–1      | Công an Hải Phòng               | Quận 10, Thành phố Hồ Chí Minh                       |  |
|                      | Văn Lợi 58' (ph.đ.) · Hiền Vinh 66' | Chi tiết | Ngọc Quang 17' · Xuân Thành 56' | Sân vận động: Thống Nhất Trọng tài: Nguyễn Tuấn Hùng |  |

| 10 tháng 11 năm 1999 | Đà Nẵng                            | 3–0      | Công an Thành phố Hồ Chí Minh | Quận Hải Châu, Đà Nẵng                                                   |  |
|                      | Võ Phước 9', 74' · Phước Trung 37' | Chi tiết |                               | Sân vận động: Chi Lăng Lượng khán giả: 5.000 Trọng tài: Trương Hoàng Đức |  |

| 10 tháng 11 năm 1999 | Đồng Tháp      | 1–0      | Thừa Thiên Huế | Thị xã Cao Lãnh, Đồng Tháp                                            |  |
|                      | Anh Tuấn A 65' | Chi tiết |                | Sân vận động: Cao Lãnh Lượng khán giả: 4.000 Trọng tài: Đặng Thanh Hạ |  |

| 11 tháng 11 năm 1999 | Nam Định                           | 3–0      | Vĩnh Long | Thành phố Nam Định, Nam Định                                         |  |
|                      | Mạnh Cường 32' · Văn Tuấn 65', 89' | Chi tiết |           | Sân vận động: Chùa Cuối Lượng khán giả: 8.000 Trọng tài: Võ Minh Trí |  |

##### Vòng 7
| 18 tháng 11 năm 1999 | Công an Hà Nội | 1–0      | Khánh Hòa | Quận Đống Đa, Hà Nội                                                      |  |
|                      | Minh Hiếu 80'  | Chi tiết |           | Sân vận động: Hàng Đẫy Lượng khán giả: 2.000 Trọng tài: Nguyễn Đình Nghĩa |  |

| 20 tháng 11 năm 1999 | Cảng Sài Gòn                | 4–2      | Thừa Thiên Huế             | Quận 10, Thành phố Hồ Chí Minh |  |
| 17:00                | Hồng Sơn 38', 51', 62', 84' | Chi tiết | Văn Hòa 74' · Anh Tuấn 81' | Sân vận động: Thống Nhất       |  |

| 21 tháng 11 năm 1999 | Sông Lam Nghệ An      | 2–1      | Lâm Đồng        | Vinh, Nghệ An      |  |
| 15:00                | Quang Trường 70', 89' | Chi tiết | Quang Thanh 87' | Sân vận động: Vinh |  |

| 21 tháng 11 năm 1999 | Vĩnh Long | 0–0      | Thể Công | Thị xã Vĩnh Long, Vĩnh Long                      |  |
| 15:00                |           | Chi tiết |          | Sân vận động: Vĩnh Long Trọng tài: Lương Thế Tài |  |

| 21 tháng 11 năm 1999 | Long An      | 1–1      | Nam Định     | Tân An, Long An                                 |  |
| 15:00                | Hồng Phú 36' | Chi tiết | Đăng Thi 82' | Sân vận động: Long An Trọng tài: Phạm Chu Thiện |  |

| 21 tháng 11 năm 1999 | Công an Thành phố Hồ Chí Minh                 | 3–0      | Công an Hải Phòng | Quận 10, Thành phố Hồ Chí Minh                      |  |
| 17:00                | Hồng Hải 25' · Hoàng Hùng 48' · Ngọc Mẫn 90+' | Chi tiết |                   | Sân vận động: Thống Nhất Trọng tài: Trần Khánh Hưng |  |

| 21 tháng 11 năm 1999 | Đồng Tháp                           | 3–0      | Đà Nẵng | Thị xã Cao Lãnh, Đồng Tháp                         |  |
| 15:00                | Minh Nghĩa 42', 77' · Hoàng Sơn 70' | Chi tiết |         | Sân vận động: Cao Lãnh Trọng tài: Nguyễn Hữu Thịnh |  |

##### Vòng 8
| 24 tháng 11 năm 1999 | Thể Công               | 1–0      | Đồng Tháp | Quận Đống Đa, Hà Nội                                                |  |
| 17:00                | Việt Hoàng 63' (ph.đ.) | Chi tiết |           | Sân vận động: Hàng Đẫy Lượng khán giả: 7.000 Trọng tài: Hồ Huy Hồng |  |

| 24 tháng 11 năm 1999 | Công an Hải Phòng            | 2–1      | Khánh Hòa    | Quận Ngô Quyền, Hải Phòng                       |  |
| 15:00                | Đức Cường 80' · Văn Dũng 87' | Chi tiết | Đặng Đạo 34' | Sân vận động: Lạch Tray Trọng tài: Bùi Huy Tùng |  |

| 24 tháng 11 năm 1999 | Sông Lam Nghệ An | 1–0      | Long An | Vinh, Nghệ An                                                     |  |
| 15:00                | Sỹ Hùng 66'      | Chi tiết |         | Sân vận động: Vinh Lượng khán giả: 3.000 Trọng tài: Lê Thanh Bình |  |

| 24 tháng 11 năm 1999 | Đà Nẵng    | 1–1      | Cảng Sài Gòn | Quận Hải Châu, Đà Nẵng                             |  |
| 15:00                | Văn Hà 22' | Chi tiết | Hồng Sơn 20' | Sân vận động: Chi Lăng Trọng tài: Nguyễn Tuấn Hùng |  |

| 24 tháng 11 năm 1999 | Công an Thành phố Hồ Chí Minh                  | 3–0      | Nam Định | Quận 10, Thành phố Hồ Chí Minh                    |  |
| 17:00                | Huỳnh Đức 30' · Thanh Phương 51' · Đại Lâm 89' | Chi tiết |          | Sân vận động: Thống Nhất Trọng tài: Phạm Phú Hùng |  |

| 25 tháng 11 năm 1999 | Lâm Đồng      | 1–2      | Công an Hà Nội                     | Đà Lạt, Lâm Đồng     |  |
| 15:00                | Minh Tuấn 64' | Chi tiết | Tuấn Thành 85' · Trung Phong 90+1' | Sân vận động: Đà Lạt |  |

| 25 tháng 11 năm 1999 | Vĩnh Long | 0–0      | Thừa Thiên Huế | Thị xã Vĩnh Long, Vĩnh Long                       |  |
| 15:00                |           | Chi tiết |                | Sân vận động: Vĩnh Long Trọng tài: Dương Văn Hiền |  |

##### Vòng 9
| 28 tháng 11 năm 1999 | Lâm Đồng            | 1–1      | Nam Định       | Đà Lạt, Lâm Đồng                            |  |
|                      | Văn Tâm 67' (ph.đ.) | Chi tiết | Trung Kiên 87' | Sân vận động: Đà Lạt Trọng tài: Bùi Như Đức |  |

| 28 tháng 11 năm 1999 | Khánh Hòa                  | 2–1      | Cảng Sài Gòn | Nha Trang, Khánh Hòa                             |  |
|                      | Văn Hiếu 84' · Quý Đức 90' | Chi tiết | Hồng Sơn 46' | Sân vận động: Nha Trang Trọng tài: Đặng Thanh Hạ |  |

| 28 tháng 11 năm 1999 | Công an Thành phố Hồ Chí Minh | 0–0      | Công an Hà Nội | Quận 10, Thành phố Hồ Chí Minh                                          |  |
|                      |                               | Chi tiết |                | Sân vận động: Thống Nhất Lượng khán giả: 5.000 Trọng tài: Phạm Phú Hùng |  |

| 28 tháng 11 năm 1999 | Thể Công      | 1–1      | Đà Nẵng      | Quận Đống Đa, Hà Nội                                                   |  |
|                      | Đức Thắng 28' | Chi tiết | Anh Tuấn 78' | Sân vận động: Hàng Đẫy Lượng khán giả: 4.000 Trọng tài: Phạm Chu Thiện |  |

| 28 tháng 11 năm 1999 | Long An                       | 2–2      | Thừa Thiên Huế             | Tân An, Long An       |  |
|                      | Thanh Xuân 46' · Ngọc Hải 64' | Chi tiết | Đức Dũng 23' · Văn Hòa 65' | Sân vận động: Long An |  |

| 28 tháng 11 năm 1999 | Vĩnh Long | 0–1      | Sông Lam Nghệ An | Thị xã Vĩnh Long, Vĩnh Long                    |  |
|                      |           | Chi tiết | Sỹ Hùng 50'      | Sân vận động: Vĩnh Long Trọng tài: Võ Minh Trí |  |

| 28 tháng 11 năm 1999 | Công an Hải Phòng | 1–0      | Đồng Tháp | Quận Ngô Quyền, Hải Phòng                           |  |
|                      | Mạnh Trường 45+1' | Chi tiết |           | Sân vận động: Lạch Tray Trọng tài: Nguyễn Tuấn Hùng |  |

##### Vòng 10
| 1 tháng 12 năm 1999 | Thể Công                      | 2–3      | Lâm Đồng                                           | Quận Đống Đa, Hà Nội                                                |  |
|                     | Công Tuyền 8' · Như Thuần 45' | Chi tiết | Văn Tâm 10' (ph.đ.) · Văn Hùng 39' · Quốc Việt 50' | Sân vận động: Hàng Đẫy Lượng khán giả: 2.000 Trọng tài: Hồ Huy Hồng |  |

| 2 tháng 12 năm 1999 | Công an Hải Phòng                                | 3–0      | Vĩnh Long | Quận Ngô Quyền, Hải Phòng                       |  |
|                     | Trường Giang 24' · Trường Sơn 55' · Văn Dũng 88' | Chi tiết |           | Sân vận động: Lạch Tray Trọng tài: Từ Minh Đăng |  |

| 2 tháng 12 năm 1999 | Long An           | 2–1      | Đà Nẵng      | Tân An, Long An                                                         |  |
|                     | Đăng Thi 20', 70' | Chi tiết | Võ Phước 63' | Sân vận động: Long An Lượng khán giả: 1.000 Trọng tài: Trương Hoàng Đức |  |

| 2 tháng 12 năm 1999 | Cảng Sài Gòn  | 1–1      | Công an Hà Nội  | Quận 10, Thành phố Hồ Chí Minh                      |  |
|                     | Hoàng Bửu 32' | Chi tiết | Trung Phong 20' | Sân vận động: Thống Nhất Trọng tài: Trần Khánh Hưng |  |

| 2 tháng 12 năm 1999 | Khánh Hòa   | 1–4      | Công an Thành phố Hồ Chí Minh                    | Nha Trang, Khánh Hòa                            |  |
|                     | Quý Đức 45' | Chi tiết | Sỹ Thành 8' · Tuấn Anh 39' · Ngọc Thọ 45', 90+2' | Sân vận động: Nha Trang Trọng tài: Phạm Hữu Lộc |  |

| 2 tháng 12 năm 1999 | Đồng Tháp | 0–0 | Sông Lam Nghệ An | Thị xã Cao Lãnh, Đồng Tháp |
|                     |           |     |                  | Sân vận động: Cao Lãnh     |

| 2 tháng 12 năm 1999 | Nam Định       | 1–0      | Thừa Thiên Huế | Thành phố Nam Định, Nam Định                                              |  |
|                     | Kiên Cường 34' | Chi tiết |                | Sân vận động: Chùa Cuối Lượng khán giả: 3.000 Trọng tài: Nguyễn Tuấn Hùng |  |

##### Vòng 11
| 20 tháng 2 năm 2000 | Công an Hà Nội | 1–0      | Vĩnh Long | Quận Đống Đa, Hà Nội                                                |  |
| 17:00               | Huỳnh Điệp 52' | Chi tiết |           | Sân vận động: Hàng Đẫy Lượng khán giả: 4.500 Trọng tài: Võ Minh Trí |  |

| 20 tháng 2 năm 2000 | Cảng Sài Gòn   | 1–1      | Thể Công       | Quận 10, Thành phố Hồ Chí Minh                      |  |
| 17:00               | Minh Cường 79' | Chi tiết | Công Tuyền 74' | Sân vận động: Thống Nhất Trọng tài: Trần Khánh Hưng |  |

| 20 tháng 2 năm 2000 | Lâm Đồng      | 1–1      | Đà Nẵng   | Đà Lạt, Lâm Đồng                               |  |
| 15:00               | Chí Thành 87' | Chi tiết | Hà Xá 45' | Sân vận động: Đà Lạt Trọng tài: Dương Văn Hiền |  |

| 20 tháng 2 năm 2000 | Đồng Tháp     | 1–2      | Nam Định                      | Thị xã Cao Lãnh, Đồng Tháp                                           |  |
| 15:30               | Công Nhậm 46' | Chi tiết | Hồng Phú 64' · Văn Dũng 90+2' | Sân vận động: Cao Lãnh Lượng khán giả: 4.000 Trọng tài: Từ Minh Đăng |  |

| 20 tháng 2 năm 2000 | Sông Lam Nghệ An | 1–0      | Công an Hải Phòng | Vinh, Nghệ An                             |  |
| 15:30               | Sỹ Thủy 68'      | Chi tiết |                   | Sân vận động: Vinh Trọng tài: Hồ Huy Hồng |  |

| 20 tháng 2 năm 2000 | Thừa Thiên Huế   | 1–1      | Công an Thành phố Hồ Chí Minh | Thành phố Huế, Thừa Thiên Huế                                          |  |
| 15:30               | Quang Sang 90+3' | Chi tiết | Hoàng Hùng 66' (ph.đ.)        | Sân vận động: Tự Do Lượng khán giả: 15.000 Trọng tài: Nguyễn Tuấn Hùng |  |

| 20 tháng 2 năm 2000 | Long An      | 1–0      | Khánh Hòa | Tân An, Long An                              |  |
| 15:30               | Đăng Thi 88' | Chi tiết |           | Sân vận động: Long An Trọng tài: Bùi Như Đức |  |

##### Vòng 12
| 23 tháng 2 năm 2000 | Khánh Hòa | 0–0      | Đồng Tháp | Nha Trang, Khánh Hòa                            |  |
|                     |           | Chi tiết |           | Sân vận động: Nha Trang Trọng tài: Từ Minh Đăng |  |

| 23 tháng 2 năm 2000 | Công an Hà Nội  | 1–0 | Long An | Quận Đống Đa, Hà Nội                                                     |  |
| https://web.archive.org/web/20010312062454/http://www.hcm.fpt.vn/Chuyen_de/The_thao/HCMSports_Newspapers/news/022000/24/03.asp | Trung Phong 71' |     |         | Sân vận động: Hàng Đẫy Lượng khán giả: 3.000 Trọng tài: Nguyễn Hữu Thịnh |  |

| 23 tháng 2 năm 2000 | Đà Nẵng                  | 3–2      | Vĩnh Long                        | Quận Hải Châu, Đà Nẵng                             |  |
|                     | Anh Tuấn 5' · [Lê Văn Hà | Chi tiết | Nguyễn Hoàng 56' · Thất Hùng 67' | Sân vận động: Chi Lăng Trọng tài: Trương Hoàng Đức |  |

| 23 tháng 2 năm 2000 | Cảng Sài Gòn                                     | 4–1      | Nam Định       | Quận 10, Thành phố Hồ Chí Minh                    |  |
|                     | Văn Lợi 73', 85' · Hồng Sơn 87' · Minh Cường 90' | Chi tiết | Lương Phúc 56' | Sân vận động: Thống Nhất Trọng tài: Đặng Thanh Hạ |  |

| 23 tháng 2 năm 2000 | Thừa Thiên Huế | 1–0      | Thể Công | Thành phố Huế, Thừa Thiên Huế               |  |
|                     | Quang Sang 14' | Chi tiết |          | Sân vận động: Tự Do Trọng tài: Bùi Huy Tùng |  |

| 23 tháng 2 năm 2000 | Lâm Đồng    | 1–0      | Công an Hải Phòng | Đà Lạt, Lâm Đồng                                |  |
|                     | Văn Hùng 9' | Chi tiết |                   | Sân vận động: Đà Lạt Trọng tài: Trương Thế Toàn |  |

| 23 tháng 2 năm 2000 | Sông Lam Nghệ An | 1–1      | Công an Thành phố Hồ Chí Minh | Vinh, Nghệ An                                                         |  |
|                     | Sỹ Hùng 4'       | Chi tiết | Ngọc Thọ 58'                  | Sân vận động: Vinh Lượng khán giả: 30.000 Trọng tài: Nguyễn Tuấn Hùng |  |

##### Vòng 13
| 27 tháng 2 năm 2000 | Công an Hà Nội                                  | 3–1      | Đồng Tháp      | Quận Đống Đa, Hà Nội                                                 |  |
|                     | Quốc Khánh 64' · Minh Hiếu 70' · Tuấn Thành 74' | Chi tiết | Trung Vĩnh 54' | Sân vận động: Hàng Đẫy Lượng khán giả: 2.000 Trọng tài: Từ Minh Đăng |  |

| 27 tháng 2 năm 2000 | Vĩnh Long    | 1–2      | Khánh Hòa         | Thị xã Vĩnh Long, Vĩnh Long                         |  |
|                     | Huy Phúc 85' | Chi tiết | Đặng Đạo 30', 50' | Sân vận động: Vĩnh Long Trọng tài: Nguyễn Tiến Dũng |  |

| 27 tháng 2 năm 2000 | Thừa Thiên Huế     | 2–2      | Lâm Đồng                     | Thành phố Huế, Thừa Thiên Huế                                     |  |
|                     | Quang Phú 15', 73' | Chi tiết | Tiến Danh 58' · Văn Hùng 76' | Sân vận động: Tự Do Lượng khán giả: 15.000 Trọng tài: Hồ Huy Hồng |  |

| 27 tháng 2 năm 2000 | Sông Lam Nghệ An | 1–0      | Cảng Sài Gòn | Vinh, Nghệ An                                                         |  |
|                     | Sỹ Thủy 70'      | Chi tiết |              | Sân vận động: Vinh Lượng khán giả: 18.000 Trọng tài: Trương Hoàng Đức |  |

| 27 tháng 2 năm 2000 | Đà Nẵng      | 1–1      | Nam Định       | Quận Hải Châu, Đà Nẵng                                                  |  |
|                     | Anh Tuấn 71' | Chi tiết | Lương Phúc 30' | Sân vận động: Chi Lăng Lượng khán giả: 15.000 Trọng tài: Dương Văn Hiền |  |

| 27 tháng 2 năm 2000 | Công an Thành phố Hồ Chí Minh | 2–0      | Thể Công | Quận 10, Thành phố Hồ Chí Minh                      |  |
|                     | Sỹ Thành 6' · Huỳnh Đức 64'   | Chi tiết |          | Sân vận động: Thống Nhất Trọng tài: Trần Khánh Hưng |  |

| 27 tháng 2 năm 2000 | Công an Hải Phòng | 0–0      | Long An | Quận Ngô Quyền, Hải Phòng                      |  |
|                     |                   | Chi tiết |         | Sân vận động: Lạch Tray Trọng tài: Võ Minh Trí |  |

##### Vòng 14
| 8 tháng 3 năm 2000 | Công an Hải Phòng | 0–0      | Thể Công | Quận Ngô Quyền, Hải Phòng                                              |  |
| 15:00              |                   | Chi tiết |          | Sân vận động: Lạch Tray Lượng khán giả: 10.000 Trọng tài: Phạm Hữu Lộc |  |

| 8 tháng 3 năm 2000 | Công an Hà Nội | 0–0      | Nam Định | Quận Đống Đa, Hà Nội                                                 |  |
| 17:00              |                | Chi tiết |          | Sân vận động: Hà Nội Lượng khán giả: 3.000 Trọng tài: Phạm Chu Thiện |  |

| 8 tháng 3 năm 2000 | Sông Lam Nghệ An | 1–0      | Thừa Thiên Huế | Vinh, Nghệ An                                                        |  |
| 15:00              | Sỹ Thủy 90+4'    | Chi tiết |                | Sân vận động: Vinh Lượng khán giả: 4.000 Trọng tài: Trương Hoàng Đức |  |

| 8 tháng 3 năm 2000 | Khánh Hòa   | 1–0      | Đà Nẵng | Nha Trang, Khánh Hòa                           |  |
| 15:00              | Quý Đức 10' | Chi tiết |         | Sân vận động: Nha Trang Trọng tài: Bùi Như Đức |  |

| 8 tháng 3 năm 2000 | Vĩnh Long | Hủy      | Đồng Tháp | Thị xã Vĩnh Long, Vĩnh Long                        |  |
| 15:00              |           | Chi tiết |           | Sân vận động: Vĩnh Long Trọng tài: Trương Thế Toàn |  |

| 8 tháng 3 năm 2000 | Long An                        | 2–0      | Lâm Đồng | Tân An, Long An                                   |  |
| 15:00              | Duy Quang 31' · Thanh Xuân 77' | Chi tiết |          | Sân vận động: Long An Trọng tài: Nguyễn Hữu Thành |  |

| 8 tháng 3 năm 2000 | Công an Thành phố Hồ Chí Minh | 1–1      | Cảng Sài Gòn         | Quận 10, Thành phố Hồ Chí Minh                  |  |
| 17:00              | Đại Lâm 75' · Liêm Thanh 35'  | Chi tiết | Quan Huy 36' (ph.đ.) | Sân vận động: Thống Nhất Trọng tài: Hồ Huy Hồng |  |

##### Vòng 15
| 12 tháng 3 năm 2000 | Công an Hải Phòng | 1–0      | Công an Hà Nội | Quận Ngô Quyền, Hải Phòng                        |  |
| 15:00               | Đức Cường 15'     | Chi tiết |                | Sân vận động: Lạch Tray Trọng tài: Lương Thế Tài |  |

| 12 tháng 3 năm 2000 | Thể Công          | 2–0      | Nam Định | Quận Đống Đa, Hà Nội |  |
| 17:00               | Hồng Sơn 51', 74' | Chi tiết |          | Sân vận động: Hà Nội |  |

| 12 tháng 3 năm 2000 | Đà Nẵng   | 1–1      | Sông Lam Nghệ An | Quận Hải Châu, Đà Nẵng                          |  |
| 15:00               | Hà Xá 19' | Chi tiết | Thành Công 87'   | Sân vận động: Chi Lăng Trọng tài: Đặng Thanh Hạ |  |

| 12 tháng 3 năm 2000 | Thừa Thiên Huế | 1–0      | Khánh Hòa | Thành phố Huế, Thừa Thiên Huế                                     |  |
| 15:00               | Quang Sang 45' | Chi tiết |           | Sân vận động: Tự Do Lượng khán giả: 10.000 Trọng tài: Võ Minh Trí |  |

| 12 tháng 3 năm 2000 | Lâm Đồng    | 1–0      | Đồng Tháp | Đà Lạt, Lâm Đồng                               |  |
| 15:00               | Văn Tâm 89' | Chi tiết |           | Sân vận động: Đà Lạt Trọng tài: Vũ Trọng Chiến |  |

| 12 tháng 3 năm 2000 | Long An        | 1–3      | Công an Thành phố Hồ Chí Minh        | Tân An, Long An       |  |
| 15:00               | Quang Sang 85' | Chi tiết | Huỳnh Đức 16', 55' · Việt Thắng 45+' | Sân vận động: Long An |  |

##### Vòng 16
| 15 tháng 3 năm 2000 | Nam Định | 0–0      | Công an Hải Phòng | Thành phố Nam Định, Nam Định                                              |  |
| 15:00               |          | Chi tiết |                   | Sân vận động: Chùa Cuối Lượng khán giả: 10.000 Trọng tài: Trần Khánh Hưng |  |

| 15 tháng 3 năm 2000 | Công an Hà Nội | 0–0      | Thể Công | Quận Đống Đa, Hà Nội                                                 |  |
|                     |                | Chi tiết |          | Sân vận động: Hà Nội Lượng khán giả: 20.000 Trọng tài: Lương Thế Tài |  |

| 15 tháng 3 năm 2000 | Khánh Hòa                          | 2–2      | Sông Lam Nghệ An | Nha Trang, Khánh Hòa                              |  |
|                     | Anh Tuấn 7' · Hữu Đang 44' (ph.đ.) | Chi tiết | Sỹ Hùng 20', 77' | Sân vận động: Nha Trang Trọng tài: Dương Văn Hiền |  |

| 15 tháng 3 năm 2000 | Đà Nẵng         | 1–0      | Thừa Thiên Huế | Quận Hải Châu, Đà Nẵng                         |  |
|                     | Nguyên Hưng 79' | Chi tiết |                | Sân vận động: Chi Lăng Trọng tài: Từ Minh Đăng |  |

| 15 tháng 3 năm 2000 | Công an Thành phố Hồ Chí Minh          | 4–3      | Lâm Đồng                         | Quận 10, Thành phố Hồ Chí Minh                  |  |
|                     | Ngọc Thọ 10', 65' · Huỳnh Đức 59', 77' | Chi tiết | Văn Hùng 80', 90' · Xuân Tân 85' | Sân vận động: Thống Nhất Trọng tài: Hồ Huy Hồng |  |

| 15 tháng 3 năm 2000 | Đồng Tháp                      | 2–1      | Cảng Sài Gòn  | Thị xã Cao Lãnh, Đồng Tháp                      |  |
|                     | Quang Trãi 57' · Tấn Thành 68' | Chi tiết | Xuân Thủy 39' | Sân vận động: Cao Lãnh Trọng tài: Phạm Phú Hùng |  |

##### Vòng 17
| 19 tháng 3 năm 2000 | Sông Lam Nghệ An | 4–0 | Thể Công | Vinh, Nghệ An      |  |
| 15:00               |                  |     |          | Sân vận động: Vinh |  |

| 19 tháng 3 năm 2000 | Khánh Hòa | 2–0 | Nam Định | Nha Trang, Khánh Hòa    |
|                     |           |     |          | Sân vận động: Nha Trang |

| 19 tháng 3 năm 2000 | Thừa Thiên Huế | 2–0 | Công an Hải Phòng | Thành phố Huế, Thừa Thiên Huế |
|                     |                |     |                   | Sân vận động: Tự Do           |

| 19 tháng 3 năm 2000 | Công an Hà Nội | 3–0 | Đà Nẵng | Quận Đống Đa, Hà Nội   |  |
| 17:00               |                |     |         | Sân vận động: Hàng Đẫy |  |

| 19 tháng 3 năm 2000 | Cảng Sài Gòn | 2–1 | Long An | Quận 10, Thành phố Hồ Chí Minh |  |
| 17:00               |              |     |         | Sân vận động: Thống Nhất       |  |

| 19 tháng 3 năm 2000 | Đồng Tháp | 1–1 | Công an Thành phố Hồ Chí Minh | Thị xã Cao Lãnh, Đồng Tháp |  |
| 15:00               |           |     |                               | Sân vận động: Cao Lãnh     |  |

##### Vòng 18
| 22 tháng 3 năm 2000 | Thể Công | 4–0 | Khánh Hòa | Quận Đống Đa, Hà Nội   |  |
| 17:00               |          |     |           | Sân vận động: Hàng Đẫy |  |

| 22 tháng 3 năm 2000 | Sông Lam Nghệ An | 2–0 | Nam Định | Vinh, Nghệ An      |
|                     |                  |     |          | Sân vận động: Vinh |

| 22 tháng 3 năm 2000 | Thừa Thiên Huế | 2–1 | Công an Hà Nội | Thành phố Huế, Thừa Thiên Huế |
|                     |                |     |                | Sân vận động: Tự Do           |

| 22 tháng 3 năm 2000 | Công an Hải Phòng | 0–0 | Đà Nẵng | Quận Ngô Quyền, Hải Phòng |
|                     |                   |     |         | Sân vận động: Lạch Tray   |

| 22 tháng 3 năm 2000 | Lâm Đồng | 0–3 | Cảng Sài Gòn | Đà Lạt, Lâm Đồng     |
|                     |          |     |              | Sân vận động: Đà Lạt |

| 22 tháng 3 năm 2000 | Long An | 0–0 | Đồng Tháp | Tân An, Long An       |
|                     |         |     |           | Sân vận động: Long An |

##### Vòng 19
| 29 tháng 3 năm 2000 | Lâm Đồng | 1–0 | Khánh Hòa | Đà Lạt, Lâm Đồng     |
|                     |          |     |           | Sân vận động: Đà Lạt |

| 29 tháng 3 năm 2000 | Sông Lam Nghệ An | 2–0 | Công an Hà Nội | Vinh, Nghệ An      |
|                     |                  |     |                | Sân vận động: Vinh |

| 29 tháng 3 năm 2000 | Thể Công | 2–1 | Long An | Quận Đống Đa, Hà Nội   |
|                     |          |     |         | Sân vận động: Hàng Đẫy |

| 29 tháng 3 năm 2000 | Công an Hải Phòng | 3–1 | Cảng Sài Gòn | Quận Ngô Quyền, Hải Phòng |
|                     |                   |     |              | Sân vận động: Lạch Tray   |

| 29 tháng 3 năm 2000 | Công an Thành phố Hồ Chí Minh | 1–0 | Đà Nẵng | Quận 10, Thành phố Hồ Chí Minh |
|                     |                               |     |         | Sân vận động: Thống Nhất       |

| 29 tháng 3 năm 2000 | Thừa Thiên Huế | 3–0 | Đồng Tháp | Thành phố Huế, Thừa Thiên Huế |
|                     |                |     |           | Sân vận động: Tự Do           |

##### Vòng 20
| 9 tháng 4 năm 2000 | Lâm Đồng | 0–0      | Sông Lam Nghệ An | Đà Lạt, Lâm Đồng                                |  |
|                    |          | Chi tiết |                  | Sân vận động: Đà Lạt Trọng tài: Trần Khánh Hưng |  |

| 9 tháng 4 năm 2000 | Nam Định                        | 3–0      | Long An | Thành phố Nam Định, Nam Định                    |  |
|                    | Thế Hiếu 3', 25' · Văn Dũng 61' | Chi tiết |         | Sân vận động: Chùa Cuối Trọng tài: Từ Minh Đăng |  |

| 9 tháng 4 năm 2000 | Thừa Thiên Huế | 0–0      | Cảng Sài Gòn | Thành phố Huế, Thừa Thiên Huế                                      |  |
|                    |                | Chi tiết |              | Sân vận động: Tự Do Lượng khán giả: 10.000 Trọng tài: Phạm Hữu Lộc |  |

| 9 tháng 4 năm 2000 | Công an Hải Phòng                  | 3–0      | Công an Thành phố Hồ Chí Minh | Quận Ngô Quyền, Hải Phòng                                                 |  |
|                    | Đức Cường 40', 72' · Tiến Dũng 69' | Chi tiết |                               | Sân vận động: Lạch Tray Lượng khán giả: 8.000 Trọng tài: Trương Hoàng Đức |  |

| 9 tháng 4 năm 2000 | Đà Nẵng          | 1–0      | Đồng Tháp | Quận Hải Châu, Đà Nẵng                        |  |
|                    | Trương Khánh 12' | Chi tiết |           | Sân vận động: Chi Lăng Trọng tài: Hồ Huy Hồng |  |

| 9 tháng 4 năm 2000 | Khánh Hòa                     | 2–0      | Công an Hà Nội | Nha Trang, Khánh Hòa                                                   |  |
|                    | Đặng Đạo 3' · Quý Đức 2', 52' | Chi tiết |                | Sân vận động: Nha Trang Lượng khán giả: 8.500 Trọng tài: Lương Thế Tài |  |

##### Vòng 21
| 12 tháng 4 năm 2000 | Đồng Tháp | 0–0      | Thể Công | Thị xã Cao Lãnh, Đồng Tháp                                            |  |
|                     |           | Chi tiết |          | Sân vận động: Cao Lãnh Lượng khán giả: 5.000 Trọng tài: Lương Thế Tài |  |

| 12 tháng 4 năm 2000 | Khánh Hòa                               | 2–1      | Công an Hải Phòng | Nha Trang, Khánh Hòa                            |  |
|                     | Anh Tuấn 52' · Đặng Đạo 62' · Nguyễn Tý | Chi tiết | Đức Cường 5'      | Sân vận động: Nha Trang Trọng tài: Từ Minh Đăng |  |

| 12 tháng 4 năm 2000 | Long An | 0–1      | Sông Lam Nghệ An | Tân An, Long An                                                      |  |
|                     |         | Chi tiết | Thanh Tuấn 34'   | Sân vận động: Long An Lượng khán giả: 1.000 Trọng tài: Đặng Thanh Hạ |  |

| 12 tháng 4 năm 2000 | Cảng Sài Gòn                  | 2–0      | Đà Nẵng | Quận 10, Thành phố Hồ Chí Minh                       |  |
|                     | Quan Huy 43' · Minh Cường 56' | Chi tiết |         | Sân vận động: Thống Nhất Trọng tài: Trương Hoàng Đức |  |

| 12 tháng 4 năm 2000 | Nam Định     | 1–0      | Công an Thành phố Hồ Chí Minh | Thành phố Nam Định, Nam Định                                             |  |
|                     | Thế Hiếu 52' | Chi tiết | Hồng Hải 82'                  | Sân vận động: Chùa Cuối Lượng khán giả: 16.000 Trọng tài: Nguyễn Hữu Lộc |  |

| 12 tháng 4 năm 2000 | Công an Hà Nội      | 2–1      | Lâm Đồng              | Quận Đống Đa, Hà Nội                                                   |  |
|                     | Trung Phong 2', 35' | Chi tiết | Quốc Việt 53' (ph.đ.) | Sân vận động: Hàng Đẫy Lượng khán giả: 8.500 Trọng tài: Vũ Trọng Chiến |  |

##### Vòng 22
| 16 tháng 4 năm 2000 | Nam Định                    | 2–0      | Lâm Đồng | Thành phố Nam Định, Nam Định                        |  |
| 15:00               | Thế Hiếu 35' · Văn Tuấn 38' | Chi tiết |          | Sân vận động: Chùa Cuối Trọng tài: Trương Hoàng Đức |  |

| 16 tháng 4 năm 2000 | Cảng Sài Gòn | 1–1      | Khánh Hòa    | Quận 10, Thành phố Hồ Chí Minh                  |  |
| 17:00               | Hồng Sơn 43' | Chi tiết | Văn Hiếu 78' | Sân vận động: Thống Nhất Trọng tài: Hồ Huy Hồng |  |

| 16 tháng 4 năm 2000 | Công an Hà Nội | 1–0      | Công an Thành phố Hồ Chí Minh | Quận Đống Đa, Hà Nội                                                 |  |
| 17:00               | Minh Hiếu 55'  | Chi tiết |                               | Sân vận động: Hàng Đẫy Lượng khán giả: 8.500 Trọng tài: Bùi Huy Tùng |  |

| 16 tháng 4 năm 2000 | Đà Nẵng         | 1–1      | Thể Công       | Quận Hải Châu, Đà Nẵng                        |  |
| 15:00               | Trương Khánh 9' | Chi tiết | Việt Hoàng 53' | Sân vận động: Chi Lăng Trọng tài: Bùi Như Đức |  |

| 16 tháng 4 năm 2000 | Thừa Thiên Huế                | 2–4      | Long An                                                          | Thành phố Huế, Thừa Thiên Huế              |  |
| 15:00               | Đức Dũng 33' · Công Thịnh 68' | Chi tiết | Thanh Bình 9', 61' · Kim Hùng 52' · Duy Quang 53' · Văn Giàu 82' | Sân vận động: Tự Do Trọng tài: Bùi Như Đức |  |

| 16 tháng 4 năm 2000 | Đồng Tháp     | 1–0      | Công an Hải Phòng | Thị xã Cao Lãnh, Đồng Tháp                                             |  |
| 15:00               | Minh Nghĩa 3' | Chi tiết |                   | Sân vận động: Cao Lãnh Lượng khán giả: 15.000 Trọng tài: Lương Thế Tài |  |

##### Vòng 23
| 23 tháng 4 năm 2000 | Lâm Đồng     | 1–0      | Thể Công | Đà Lạt, Lâm Đồng                               |  |
| 15:00               | Văn Hùng 61' | Chi tiết |          | Sân vận động: Đà Lạt Trọng tài: Phạm Chu Thiện |  |

| 23 tháng 4 năm 2000 | Đà Nẵng                                                           | 4–1      | Long An    | Quận Hải Châu, Đà Nẵng                                                  |  |
| 15:00               | Nguyên Hưng 23' · Phương Trung 76' · Anh Tuấn 83' · Hùng Dũng 86' | Chi tiết | Thúc Vũ 4' | Sân vận động: Chi Lăng Lượng khán giả: 10.000 Trọng tài: Duơng Văn Hiền |  |

| 23 tháng 4 năm 2000 | Công an Hà Nội | 1–1      | Cảng Sài Gòn  | Quận Đống Đa, Hà Nội                                                  |  |
| 15:00               | Tuấn Thành 8'  | Chi tiết | Hiền Vinh 72' | Sân vận động: Hàng Đẫy Lượng khán giả: 3.000 Trọng tài: Phạm Phú Hùng |  |

| 23 tháng 4 năm 2000 | Công an Thành phố Hồ Chí Minh                                                   | 5–2      | Khánh Hòa           | Quận 10, Thành phố Hồ Chí Minh                   |  |
| 15:00               | Hoàng Hùng 47' · Huỳnh Đức 60' (ph.đ.), 89' · Thanh Phương 68' · Việt Thắng 82' | Chi tiết | Xuân Thiện 80', 90' | Sân vận động: Thống Nhất Trọng tài: Bùi Huy Tùng |  |

| 23 tháng 4 năm 2000 | Sông Lam Nghệ An | 1–1      | Đồng Tháp     | Vinh, Nghệ An                                                        |  |
| 15:00               | Sỹ Thủy 31'      | Chi tiết | Văn Phụng 32' | Sân vận động: Vinh Lượng khán giả: 6.000 Trọng tài: Nguyễn Hữu Thịnh |  |

| 23 tháng 4 năm 2000 | Thừa Thiên Huế  | 1–0      | Nam Định        | Thành phố Huế, Thừa Thiên Huế                                           |  |
| 15:00               | Quyết Thắng 73' | Chi tiết | Đình Nghiêm 73' | Sân vận động: Tự Do Lượng khán giả: 10.000 Trọng tài: Nguyễn Đình Nghĩa |  |

##### Vòng 24
| 27 tháng 4 năm 2000 | Thể Công       | 1–1      | Cảng Sài Gòn   | Đống Đa, Hà Nội                                  |  |
| 15:00               | Việt Hoàng 55' | Chi tiết | Minh Cường 45' | Sân vận động: Hà Nội Trọng tài: Nguyễn Hữu Thành |  |

| 27 tháng 4 năm 2000 | Đà Nẵng                                 | 2–0      | Lâm Đồng | Quận Hải Châu, Đà Nẵng                                                     |  |
| 15:00               | Hùng Dũng 29' (ph.đ.) · Nguyên Hưng 80' | Chi tiết |          | Sân vận động: Chi Lăng Lượng khán giả: 15.000 Trọng tài: Nguyễn Đình Nghĩa |  |

| 27 tháng 4 năm 2000 | Nam Định      | 1–1      | Đồng Tháp      | Thành phố Nam Định, Nam Định                                          |  |
| 15:00               | Mạnh Cường 1' | Chi tiết | Trung Vĩnh 19' | Sân vận động: Chùa Cuối Lượng khán giả: 8.000 Trọng tài: Từ Minh Đăng |  |

| 27 tháng 4 năm 2000 | Công an Hải Phòng                       | 2–1      | Sông Lam Nghệ An       | Quận Ngô Quyền, Hải Phòng                                                 |  |
| 15:00               | Trường Giang 17' · Văn Dũng 80' (ph.đ.) | Chi tiết | Thanh Tuấn 50' (ph.đ.) | Sân vận động: Lạch Tray Lượng khán giả: 6.000 Trọng tài: Trương Hoàng Đức |  |

| 27 tháng 4 năm 2000 | Công an Thành phố Hồ Chí Minh | 1–0      | Thừa Thiên Huế | Quận 10, Thành phố Hồ Chí Minh                   |  |
| 15:00               | Hoàng Hùng 73'                | Chi tiết |                | Sân vận động: Thống Nhất Trọng tài: Bùi Huy Tùng |  |

| 27 tháng 4 năm 2000 | Khánh Hòa                                                                           | 7–1      | Long An      | Nha Trang, Khánh Hòa                           |  |
| 15:00               | Hồ Quý Đức 8' · Đặng Đạo 15', 25', 32' · Anh Tuấn 53' · Thiện Hào 75' · Chí Tâm 87' | Chi tiết | Đăng Thi 89' | Sân vận động: Nha Trang Trọng tài: Võ Minh Trí |  |

##### Vòng 25
| 30 tháng 4 năm 2000 | Đồng Tháp                                                          | 5–1      | Khánh Hòa     | Thị xã Cao Lãnh, Đồng Tháp                          |  |
| 15:00               | Trung Vĩnh 1', 31' · Anh Tuấn A 53' · Hoàng Sơn 58' · Văn Hùng 87' | Chi tiết | Nguyễn Tý 73' | Sân vận động: Cao Lãnh Trọng tài: Nguyễn Đình Nghĩa |  |

| 30 tháng 4 năm 2000 | Long An                  | 3–0      | Công an Hà Nội | Tân An, Long An                                |  |
| 15:00               | Thanh Bình 24', 37', 45' | Chi tiết |                | Sân vận động: Long An Trọng tài: Lê Thanh Bình |  |

| 30 tháng 4 năm 2000 | Nam Định                                              | 3–2      | Cảng Sài Gòn        | Thành phố Nam Định, Nam Định                      |  |
| 15:00               | Huy Hoàng 10' · Kiên Cường 61' (ph.đ.) · Văn Dũng 79' | Chi tiết | Ngọc Thanh 23', 31' | Sân vận động: Chùa Cuối Trọng tài: Vũ Trọng Chiến |  |

| 30 tháng 4 năm 2000 | Thể Công                                             | 3–2      | Thừa Thiên Huế                 | Đống Đa, Hà Nội                             |  |
| 15:00               | Hải Biên 29' (ph.đ.) · Hồng Sơn 72' · Công Tuyền 74' | Chi tiết | Quang Sang 19' · Đắc Hoàng 57' | Sân vận động: Hà Nội Trọng tài: Võ Minh Trí |  |

| 30 tháng 4 năm 2000 | Công an Thành phố Hồ Chí Minh | 1–1      | Sông Lam Nghệ An | Quận 10, Thành phố Hồ Chí Minh                                         |  |
| 15:00               | Hoàng Hùng 21'                | Chi tiết | Sỹ Hùng 85'      | Sân vận động: Thống Nhất Lượng khán giả: 20.000 Trọng tài: Hồ Huy Hồng |  |

| 30 tháng 4 năm 2000 | Công an Hải Phòng                                 | 3–1      | Lâm Đồng     | Quận Ngô Quyền, Hải Phòng                                                          |  |
| 15:00               | Trường Giang 41' · Đức Cường 51' · Trung Dũng 67' | Chi tiết | Văn Hùng 64' | Sân vận động: Sân vận động Lạch Tray Lượng khán giả: 6.000 Trọng tài: Từ Minh Đăng |  |

##### Vòng 26
| 7 tháng 5 năm 2000 | Đồng Tháp                            | 2–1      | Công an Hà Nội     | Thị xã Cao Lãnh, Đồng Tháp                                            |  |
| 15:00              | Hoàng Sơn 75' (ph.đ.) · Văn Hùng 85' | Chi tiết | Huỳnh Điệp 49' 76' | Sân vận động: Cao Lãnh Lượng khán giả: 12.000 Trọng tài: Từ Minh Đăng |  |

| 7 tháng 5 năm 2000 | Lâm Đồng | 0–2      | Thừa Thiên Huế                | Đà Lạt, Lâm Đồng                            |  |
| 15:00              |          | Chi tiết | Văn Hiền 24' · Quang Sang 45' | Sân vận động: Đà Lạt Trọng tài: Bùi Như Đức |  |

| 7 tháng 5 năm 2000 | Cảng Sài Gòn                      | 3–2      | Sông Lam Nghệ An | Quận 10, Thành phố Hồ Chí Minh                                            |  |
| 15:00              | Quan Huy 1', 19' · Hồ Văn Lợi 56' | Chi tiết | Sỹ Thủy 12', 82' | Sân vận động: Thống Nhất Lượng khán giả: 3.000 Trọng tài: Trần Khánh Hưng |  |

| 7 tháng 5 năm 2000 | Nam Định                                                | 4–2      | Đà Nẵng         | Thành phố Nam Định, Nam Định                                         |  |
| 15:00              | Văn Dũng 13' (ph.đ.), 53' · Văn Sỹ 52' · Lương Phúc 81' | Chi tiết | Văn Hà 83', 87' | Sân vận động: Chùa Cuối Lượng khán giả: 7.000 Trọng tài: Võ Minh Trí |  |

| 7 tháng 5 năm 2000 | Thể Công      | 1–2      | Công an Thành phố Hồ Chí Minh                 | Đống Đa, Hà Nội                                  |  |
| 15:00              | Như Thuần 59' | Chi tiết | Ngọc Thọ 56' · Thành Thông 71' · Ngọc Đài 64' | Sân vận động: Hà Nội Trọng tài: Nguyễn Hữu Thành |  |

| 7 tháng 5 năm 2000 | Long An      | 1–1      | Công an Hải Phòng | Tân An, Long An                               |  |
| 15:00              | Quốc Bảo 45' | Chi tiết | Anh Tuấn 41'      | Sân vận động: Long An Trọng tài: Phạm Hữu Lộc |  |

### Tóm tắt kết quả
| Nhà \ Khách[1]                | CSG | CHP | CHF | CTP | ĐNG | ĐTP | KHA | LĐO | LAN | NĐI | SNA | TCG | TTH | VLG |
| Cảng Sài Gòn                  |     | 2–1 | 1–1 | 2–1 | 2–0 | 2–3 | 1–1 | 2–0 | 2–1 | 4–1 | 3–2 | 1–1 | 4–2 |     |
| Công an Hải Phòng             | 3–1 |     | 1–0 | 3–0 | 0–0 | 1–0 | 2–1 | 3–1 | 0–0 | 0–1 | 2–1 | 0–0 | 1–0 |     |
| Công an Hà Nội                | 2–1 | 1–1 |     | 1–0 | 3–0 | 3–1 | 1–0 | 2–1 | 1–0 | 0–0 | 1–1 | 0–0 | 2–0 |     |
| Công an Thành phố Hồ Chí Minh | 1–1 | 3–0 | 0–0 |     | 1–0 | 1–0 | 5–2 | 4–3 | 3–1 | 3–0 | 1–1 | 2–0 | 1–0 |     |
| Đà Nẵng                       | 1–1 | 0–0 | 1–1 | 3–0 |     | 1–0 | 1–0 | 2–0 | 4–1 | 1–1 | 1–1 | 1–1 | 1–0 |     |
| Đồng Tháp                     | 2–1 | 1–0 | 2–1 | 1–1 | 3–0 |     | 5–1 | 3–1 | 2–1 | 1–2 | 0–0 | 0–0 | 1–0 |     |
| Khánh Hòa                     | 2–1 | 2–1 | 2–0 | 1–4 | 1–0 | 0–0 |     | 4–0 | 7–1 | 2–0 | 2–2 | 1–0 | 2–3 |     |
| Lâm Đồng                      | 0–3 | 1–0 | 1–2 | 3–2 | 1–1 | 1–0 | 1–0 |     | 0–1 | 1–1 | 0–0 | 1–0 | 0–2 |     |
| Long An                       | 0–0 | 1–1 | 3–0 | 1–3 | 2–1 | 0–0 | 1–0 | 2–0 |     | 1–1 | 0–1 | 3–3 | 2–2 |     |
| Nam Định                      | 3–2 | 0–0 | 0–1 | 1–0 | 4–2 | 1–1 | 0–1 | 2–0 | 3–0 |     | 1–0 | 0–0 | 1–0 |     |
| Sông Lam Nghệ An              | 1–0 | 1–0 | 2–0 | 1–1 | 4–1 | 1–1 | 1–1 | 2–1 | 1–0 | 2–0 |     | 4–0 | 1–0 |     |
| Thể Công                      | 1–1 | 1–0 | 2–1 | 1–2 | 1–1 | 1–0 | 4–0 | 2–3 | 2–1 | 2–0 | 2–3 |     | 3–2 |     |
| Thừa Thiên Huế                | 0–0 | 2–0 | 2–1 | 1–1 | 2–0 | 3–0 | 1–0 | 2–2 | 2–4 | 1–0 | 2–2 | 1–0 |     |     |
| Vĩnh Long                     |     |     |     |     |     |     |     |     |     |     |     |     |     |     |

Nguồn: 
1 ^ Đội chủ nhà được liệt kê ở cột bên tay trái.
Màu sắc: Xanh = Chủ nhà thắng; Vàng = Hòa; Đỏ = Đội khách thắng.

### Tiến trình mùa giải
| Đội ╲ Vòng                    | 1 | 2 | 3 | 4 | 5 | 6 | 7 | 8 | 9 | 10 | 11 | 12 | 13 | 14 | 15 | 16 | 17 | 18 | 19 | 20 | 21 | 22 | 23 | 24 | 25 | 26 |
| ----------------------------- | - | - | - | - | - | - | - | - | - | -- | -- | -- | -- | -- | -- | -- | -- | -- | -- | -- | -- | -- | -- | -- | -- | -- |
| Cảng Sài Gòn                  | T | H | B | H | T | T | T | H | B | H  | H  | T  | B  | H  | N  | B  | T  | T  | B  | H  | T  | H  | B  | H  | B  | T  |
| Công an Hải Phòng             | B | H | B | T | H | B | B | T | T | T  | B  | B  | H  | H  | T  | H  | B  | H  | T  | T  | B  | B  | N  | T  | T  | H  |
| Công an Hà Nội                | T | H | B | H | T | H | T | T | H | H  | T  | T  | T  | H  | B  | H  | T  | B  | B  | B  | T  | T  | T  | N  | B  | B  |
| Công an Thành phố Hồ Chí Minh | B | T | B | T | T | B | T | T | H | T  | H  | H  | T  | H  | T  | T  | H  | N  | T  | B  | B  | B  | T  | T  | H  | T  |
| Đà Nẵng                       | T | B | B | H | H | T | B | H | H | B  | H  | T  | H  | B  | H  | T  | B  | H  | B  | T  | B  | H  | T  | T  | N  | B  |
| Đồng Tháp                     | T | T | T | B | T | T | T | B | B | H  | B  | H  | B  | H  | B  | T  | H  | H  | B  | B  | H  | T  | H  | H  | T  | T  |
| Khánh Hòa                     | B | B | H | T | T | T | B | B | T | B  | B  | H  | T  | T  | B  | H  | T  | B  | B  | T  | T  | H  | B  | T  | B  | N  |
| Lâm Đồng                      | B | B | T | T | B | B | B | B | H | T  | H  | T  | H  | B  | T  | B  | N  | B  | T  | H  | B  | B  | T  | B  | B  | B  |
| Long An                       | T | B | H | H | B | H | H | B | H | T  | T  | B  | H  | T  | B  | N  | B  | H  | B  | B  | B  | T  | B  | B  | T  | H  |
| Nam Định                      | B | H | T | B | T | T | H | B | H | T  | T  | B  | H  | H  | B  | H  | B  | B  | N  | T  | T  | T  | B  | H  | T  | T  |
| Sông Lam Nghệ An              | H | T | H | T | B | H | T | T | T | H  | T  | H  | T  | T  | H  | H  | T  | T  | T  | H  | T  | N  | H  | B  | H  | B  |
| Thể Công                      | T | H | T | B | B | H | H | T | H | B  | H  | B  | B  | H  | T  | H  | B  | T  | T  | N  | H  | H  | B  | H  | T  | B  |
| Thừa Thiên Huế                | H | T | T | B | B | B | B | H | H | B  | H  | T  | H  | B  | T  | B  | T  | T  | T  | H  | N  | B  | T  | B  | B  | T  |
| Vĩnh Long                     | B | H | H | B | B | B | H | H | B | B  | B  | B  | B  | H  | L  | L  | L  | L  | L  | L  | L  | L  | L  | L  | L  | L  |

## Thống kê mùa giải

### Theo câu lạc bộ
| Xếp hạng                     | Câu lạc bộ | Số lượng |
| ---------------------------- | --- | -------- |
| CLB thắng nhiều nhất         | Công an Thành phố Hồ Chí Minh                                                                                     | 12 trận  |
| CLB thắng ít nhất            | Vĩnh Long | 0 trận   |
| CLB hoà nhiều nhất           | Sông Lam Nghệ An                                                                                                  | 10 trận  |
| CLB hoà ít nhất              | Khánh Hòa, Lâm Đồng                                                                                               | 4 trận   |
| CLB thua nhiều nhất          | Lâm Đồng | 14 trận  |
| CLB thua ít nhất             | Sông Lam Nghệ An                                                                                                  | 3 trận   |
| Chuỗi thắng dài nhất         | Cảng Sài Gòn, Công an Hải Phòng, Công an Hà Nội, Đồng Tháp, Khánh Hòa, Nam Định, Sông Lam Nghệ An, Thừa Thiên Huế | 3 trận   |
| Chuỗi bất bại dài nhất       | Sông Lam Nghệ An                                                                                                  | 17 trận  |
| Chuỗi không thắng dài nhất   | Vĩnh Long | 14 trận  |
| Chuỗi thua dài nhất          | Vĩnh Long | 5 trận   |
| CLB ghi nhiều bàn thắng nhất | Công an Thành phố Hồ Chí Minh                                                                                     | 40 bàn   |
| CLB ghi ít bàn thắng nhất    | Công an Hải Phòng                                                                                                 | 20 bàn   |
| CLB lọt lưới nhiều nhất      | Lâm Đồng | 42 bàn   |
| CLB lọt lưới ít nhất         | Công an Hải Phòng, Sông Lam Nghệ An                                                                               | 20 bàn   |
| CLB nhận thẻ vàng nhiều nhất | |          |
| CLB nhận thẻ vàng ít nhất    | |          |
| CLB nhận thẻ đỏ nhiều nhất   | |          |
| CLB nhận thẻ đỏ ít nhất      | |          |

### Theo cầu thủ

#### Cầu thủ ghi bàn hàng đầu
Dưới đây là danh sách cầu thủ ghi bàn của giải đấu. Đã có 370 bàn thắng ghi được trong 156 trận đấu, trung bình 2.37 bàn thắng mỗi trận đấu.

| Xếp hạng | Cầu thủ           | Câu lạc bộ                    | Số bàn thắng |
| -------- | ----------------- | ----------------------------- | ------------ |
| 1        | Văn Sỹ Thủy       | Sông Lam Nghệ An              | 15           |
| 2        | Lê Huỳnh Đức      | Công an Thành phố Hồ Chí Minh | 12           |
| 3        | Huỳnh Hồng Sơn    | Cảng Sài Gòn                  | 10           |
| 3        | Trần Quang Sang   | Thừa Thiên Huế                | 10           |
| 4        | Đặng Đạo          | Khánh Hòa                     | 9            |
| 5        | Hoàng Trung Phong | Công an Hà Nội                | 8            |
| 5        | Lâm Thanh Bình    | Long An                       | 8            |
| 6        | Tô Đức Cường      | Công an Hải Phòng             | 7            |
| 6        | Nguyễn Ngọc Thọ   | Công an Thành phố Hồ Chí Minh | 7            |
| 6        | Hồ Văn Lợi        | Cảng Sài Gòn                  | 7            |
| 6        | Nguyễn Trung Vĩnh | Đồng Tháp                     | 7            |
| 6        | Nguyễn Văn Hùng   | Lâm Đồng                      | 7            |
| 6        | Văn Sỹ Hùng       | Sông Lam Nghệ An              | 7            |
| 7        | Nguyễn Ngọc Thanh | Cảng Sài Gòn                  | 6            |
| 7        | Nguyễn Minh Nghĩa | Đồng Tháp                     | 6            |
| 7        | Nguyễn Văn Dũng   | Nam Định                      | 6            |
| 7        | Trương Việt Hoàng | Thể Công                      | 6            |
| 8        | Nguyễn Tuấn Thành | Công an Hà Nội                | 5            |
| 8        | Vũ Minh Hiếu      | Công an Hà Nội                | 5            |
| 8        | Hoàng Hùng        | Công an Thành phố Hồ Chí Minh | 5            |
| 8        | Trần Quan Huy     | Cảng Sài Gòn                  | 5            |
| 8        | Hoàng Anh Tuấn    | Khánh Hòa                     | 5            |
| 8        | Hồ Quý Đức        | Khánh Hòa                     | 5            |
| 8        | Phạm Đăng Thi     | Long An                       | 5            |
| 8        | Ngô Quang Trường  | Sông Lam Nghệ An              | 5            |
| 9        | Hứa Hiền VInh     | Cảng Sài Gòn                  | 4            |
| 9        | Dương Minh Cường  | Cảng Sài Gòn                  | 4            |
| 9        | Nguyễn Anh Tuấn A | Đồng Tháp                     | 4            |
| 9        | Lê Thanh Xuân     | Long An                       | 4            |
| 9        | Trương Văn Tâm    | Lâm Đồng                      | 4            |
| 9        | Phan Thế Hiếu     | Nam Định                      | 4            |
| 9        | Nguyễn Hồng Sơn   | Thể Công                      | 4            |
| 9        | Trần Quang Phú    | Thừa Thiên Huế                | 4            |
| 10       | 21 cầu thủ        |                               | 3            |
| 11       | 21 cầu thủ        |                               | 2            |
| 12       | 54 cầu thủ        |                               | 1            |

#### Bàn phản lưới nhà
| Cầu thủ         | Câu lạc bộ     | Đối thủ        | Số bàn thắng |
| --------------- | -------------- | -------------- | ------------ |
| Đinh Công Thịnh | Thừa Thiên Huế | Công an Hà Nội | 1            |

### Kỷ lục
- Thẻ vàng nhanh nhất: Nguyễn Liêm Thanh (Công an Thành phố Hồ Chí Minh), giây thứ nhất trong trận gặp Thể Công vòng 13.
- Đội bóng nhận nhiều thẻ vàng nhất trong một trận: Nam Định - 7 thẻ vàng trong trận gặp Đà Nẵng.[5]

## Các giải thưởng

### Giải thưởng tháng
Bắt đầu từ mùa giải này, ban tổ chức sẽ trao các giải thưởng dành cho cầu thủ, thủ môn, hậu vệ, huấn luyện viên xuất sắc nhất và bàn thắng đẹp nhất mỗi tháng.
| Tháng    | Cầu thủ xuất sắc nhất tháng   | Huấn luyện viên xuất sắc nhất tháng  | Thủ môn xuất sắc nhất tháng    | Hậu vệ xuất sắc nhất tháng     | Bàn thắng đẹp nhất tháng            |
| -------- | ----------------------------- | ------------------------------------ | ------------------------------ | ------------------------------ | ----------------------------------- |
| Tháng 10 | Nguyễn Anh Tuấn A (Đồng Tháp) |                                      | Trần Quốc Trung (Nam Định)     |                                |                                     |
| Tháng 11 | Huỳnh Hống Sơn (Cảng Sài Gòn) | Nguyễn Thành Vinh (Sông Lam Nghệ An) | Nguyễn Đình Thuần (Khánh Hòa)  | Nguyễn Đức Thắng (Thể Công)    | Ngô Quang Trường (Sông Lam Nghệ An) |
| Tháng 2  | Hồ Văn Lợi (Cảng Sài Gòn)     | Nguyễn Văn Nhã (Công an Hà Nội)      | Võ Văn Hạnh (Sông Lam Nghệ An) | Mai Tiến Dũng (Công an Hà Nội) | Trần Nguyễn Hoàng (Vĩnh Long)       |
| Tháng 3  | Nguyễn Hồng Sơn (Thể Công)    | Nguyễn Thành Vinh (Sông Lam Nghệ An) | Võ Văn Hạnh (Sông Lam Nghệ An) | Không                          | Nguyễn Hồng Sơn (Thể Công)          |
| Tháng 4  | Võ Hoàng Bửu (Cảng Sài Gòn)   |                                      | Đỗ Ngọc Thế (Đà Nẵng)          |                                | Văn Sỹ Hùng (Sông Lam Nghệ An)      |
| Tháng 5  |                               |                                      |                                |                                |                                     |

### Giải thưởng chung cuộc
- Vua phá lưới: Văn Sỹ Thủy (Sông Lam Nghệ An) - 15 bàn
- Cầu thủ xuất sắc nhất: Lê Huỳnh Ðức (Công an TP Hồ Chí Minh)
- Cầu thủ trẻ xuất sắc nhất: Phạm Hùng Dũng (Đà Nẵng)
- Thủ môn xuất sắc nhất: Võ Văn Hạnh (Sông Lam Nghệ An)
- Huấn luyện viên xuất sắc nhất: Nguyễn Thành Vinh (Sông Lam Nghệ An)
- Bàn thắng đẹp nhất: Nguyễn Hồng Sơn (Thể Công)
- Trọng tài trẻ xuất sắc nhất: Võ Minh Trí
- Đội hình tiêu biểu: [16]

| Vô địch Giải bóng đá Hạng Nhất quốc gia 1999–2000 |
| ------------------------------------------------- |
| Sông Lam Nghệ An Lần thứ nhất                     |